# あぶくま洞

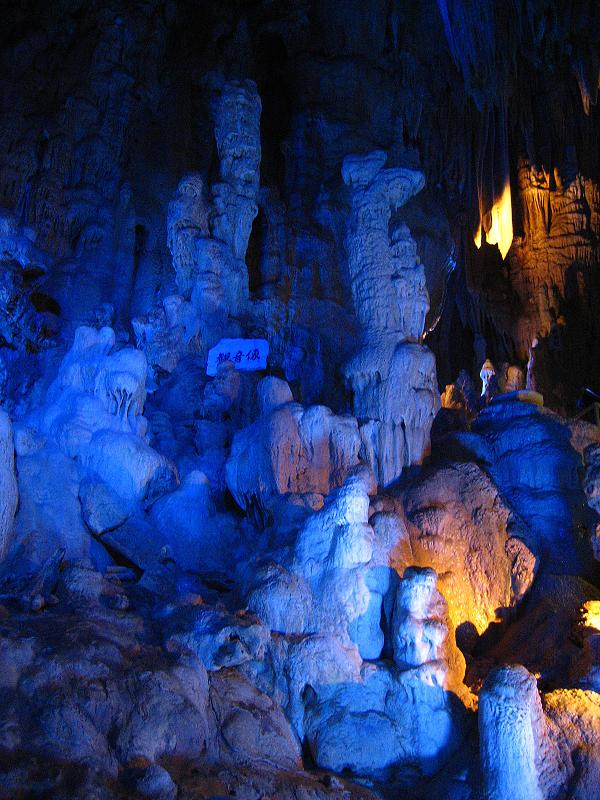
あぶくま洞内

あぶくま洞（あぶくまどう）は福島県田村市にある鍾乳洞。阿武隈高原中部県立自然公園内に位置する。なお本項ではあぶくま洞と同じ水源からの水流で形成された洞穴群（ケイブシステム）に属する入水鍾乳洞についても述べる。

## 歴史
あぶくま洞は1969年（昭和44年）9月12日、石灰岩採掘中に偶然発見された。旧名は「釜山鍾乳洞」。現在の釜山採石場跡地でのことである。
発見時のあぶくま洞は深さ12m（メートル）の縦穴と、北へ60m、南西方向へ15mの横穴からなる小規模なものであった。これは現在の観光洞の出口付近に位置する。翌1970年（昭和45年）3月に日本大学の探検隊が洞内を探索。それまで終点とされていた北に60m地点の風穴を掘り抜いたところ、あぶくま洞の本洞を見出した。その後も洞内の探検が繰り返され、総延長3,000m以上の長さがあることが確認されている。
一般見学施設としては1973年（昭和48年）6月にオープンした。
田村市滝根町にある洞穴では、鬼穴とその他の小さな洞穴は古くから知られ、鬼穴には大多鬼丸の伝説が残されていたものの小さな窪みと認識されていた。しかし、1977年（昭和52年）に鬼穴は深さ51mの縦穴であぶくま洞東本洞とつながっていることが判明した。

## 地形

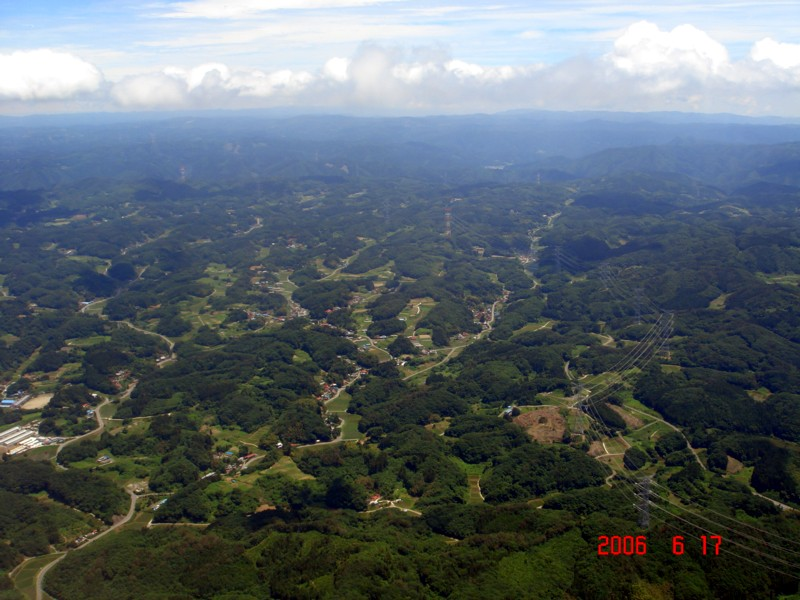
阿武隈高原

田村市滝根町には典型的なカルスト地形の「仙台平」が広がっており、仙台平は阿武隈高原中部県立自然公園に指定されている。域内には、あぶくま洞や入水鍾乳洞などの鍾乳洞のほか、石灰岩が侵食や風化によってすり鉢状に窪んだドリーネ（仙台平ドリーネや鬼穴ドリーネ）、沢水が地下に流れ込む「猫じゃくし」などの地形がみられる。
大滝根山の南から湧き出した同一水源からの水流で形成された洞穴群（ケイブシステム）を「あぶくまケイブシステム」といい、大滝根山南西端のつるべ落としと呼ばれる沢から水が地下に流下して形成された洞穴があぶくま洞、大滝根山南西斜面のキッサ沢から水が地下に流入して形成された洞穴が入水鍾乳洞である。

## 地質

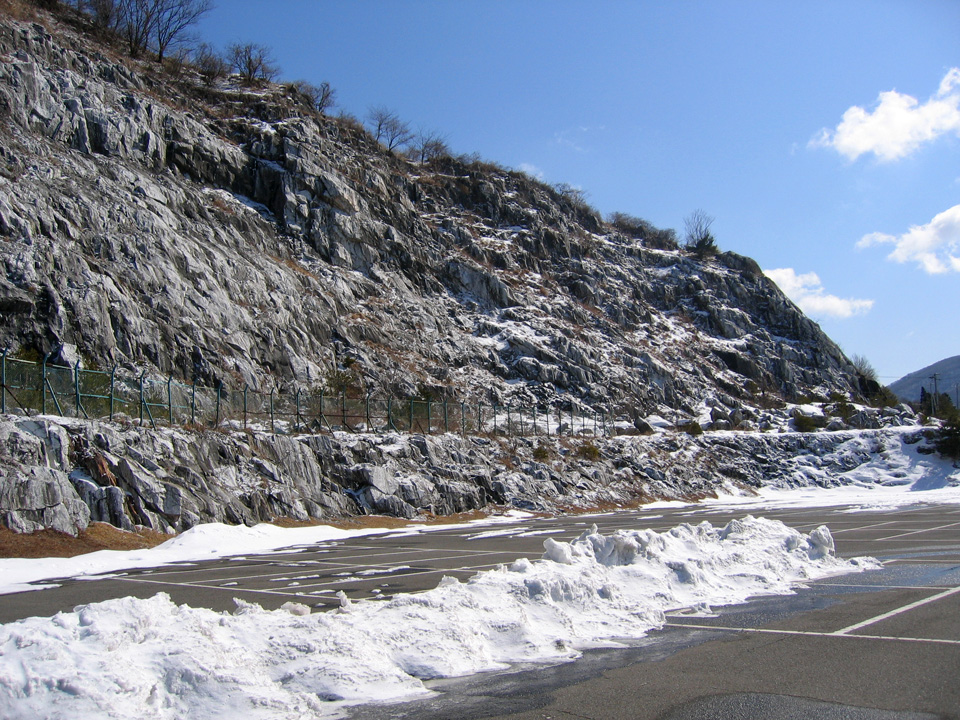
結晶質石灰岩の露頭

前述の大滝根山西側斜面から田村市大越地区にかけ、南北およそ4km、東西0.5〜1km（キロメートル）に滝根層と呼ばれる石灰岩層が走っている。この石灰岩は、約3億年前の石炭紀からペルム紀に有孔虫などの生物の遺骸が海底に堆積して形成されたものである。
あぶくま洞を胚胎する石灰岩が結晶質の石灰岩へ変成したのはおよそ8,000万年前、白亜紀後期であると推定されている。この頃、なお地下深部にあった滝根層の石灰岩が周囲に貫入した花崗岩や花崗閃緑岩から接触変成を受け、一部が結晶質石灰岩（大理石）へと変化した。
広域的な隆起によって石灰岩層が地表に現れ、地下水による侵食が始まって洞窟が形成されたのは、それからさらに後、恐らく第三紀末から第四紀にかけてのことと推定される。詳細については分かっていない。

## 洞内

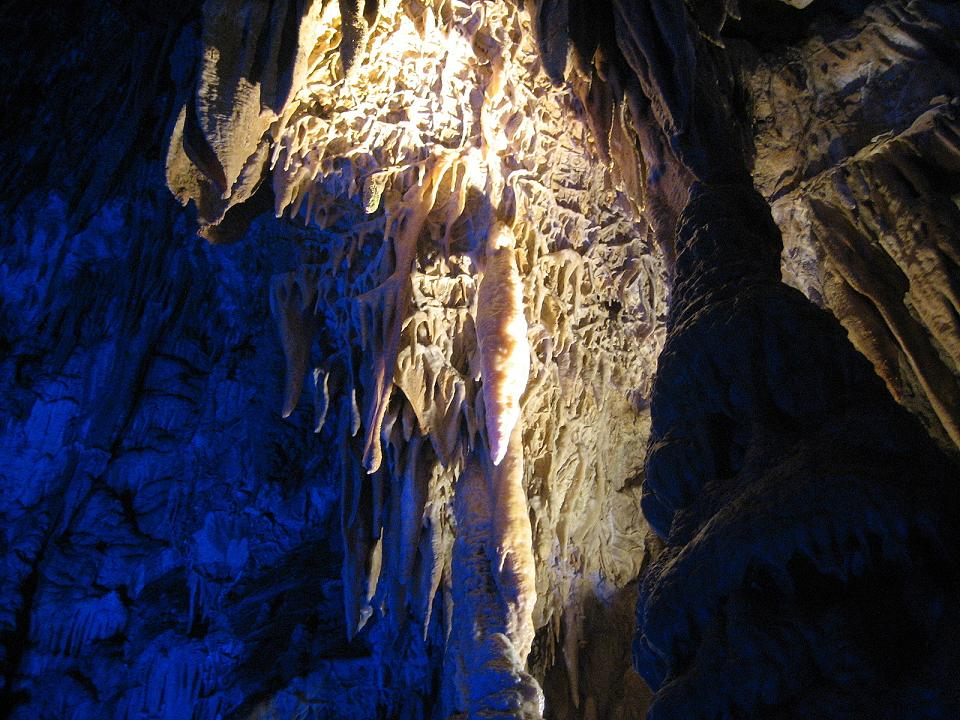
あぶくま洞内の鍾乳石

あぶくま洞の洞内は総延長4218.3mに及ぶ（洞窟#日本の大洞窟も参照）。鍾乳石の種類と数の多さでは東洋一ともされる。
洞内の平均気温は14℃前後で、一年を通して大きくは変動しないが、詳細にみると観光開発後の1975、1977年に上層部では夏季に15〜17℃、冬季に15℃、下層部では夏季に14℃、冬季に0〜10℃である。外気に近い入り口付近では冬季に氷柱が見られるが、内部の水路や壁面は氷結しない。
このような洞内の環境を利用してワインの貯蔵も行われている。

### 区分
あぶくま洞は、鬼穴、あぶくま洞東本洞、奥本洞に区分されている。

#### あぶくま洞東本洞
あぶくま洞東本洞は1973年（昭和48年）11月24日に発見された（旧名：大滝根洞右洞・左洞）。

#### 奥本洞
本洞最奥部から湧き出す地下水流は、2001年に行われた調査によって、大滝根山麓から浸透した地下水に由来する事が明らかになり、水温9.3℃、pH8.1の弱塩基性であった。

#### 鬼穴
大滝根山の南から湧き出した同一水源からの水流で形成された洞穴群「あぶくまケイブシステム」の最も早くに形成された洞穴である。
洞穴内にある深さ51mの縦穴であぶくま洞東本洞と連結している。
鬼穴の「奈落の井戸」には大多鬼丸という豪族が財宝を隠したという伝説がある。西暦800年頃（平安時代初期、延暦年間）この地方は大多鬼丸なる豪族が治めていたが、朝廷と対立するに至り、朝廷軍として当時の征夷大将軍であった坂上田村麻呂が派遣されてきた。大多鬼丸は大滝根山に白金城を構えて田村麻呂と対峙したものの、次第に追い込まれて最後はこの鬼穴で自害したと言われている。大多鬼丸は仙台平の高台に葬られたが、今でも鬼穴最大のホール「大多鬼丸ホール」や同じく鬼穴内の「大多鬼丸の腰かけ石」などにその名を残している。大多鬼丸ホールは長さ100m、天井高は60m以上あり、壁面には45mにも及ぶ日本最大の高低差をもつフローストーン（流華石）が見られる。
鬼穴は入洞禁止となっている。2004年以降、あぶくま洞内に生息するニホンテングコウモリ保護のため、鬼穴からこれに通じる穴には扉が設置されている。なお、鬼穴の長さ70mの横穴にはコキクガシラコウモリが生息している。

### 洞穴生物
あぶくま洞には多くの洞穴生物が見られる。確認されている生物はヤスデ、カニムシ、トビムシ、カマドウマである。またコウモリが4種類生息しており、環境省レッドリストで絶滅危惧II類(VU)に評価されているテングコウモリ（ニホンテングコウモリ）も確認されている。
本来、洞内は光合成が困難なため緑色の植物は生育できない。ただ、観光洞内は鍾乳石の観賞用と安全の確保のためにライトアップされており、照明植生として壁面に蘚苔類や藻類が付着し生育している。

## 観光

### 観光コース
あぶくま洞の一部は観光洞として一般コース600mと探検コース120mの観光コースが設定されている。特徴的なエリアや鍾乳石には様々な名前が付けられている。洞内に名称の表示があるものを列挙する。なおこれらの他に、洞内の設備として概要案内板、旧入り口、探検コースへの分岐、非常連絡路などがある。
| - 妖怪の塔 - 白磁の滝 - 洗心の池 - せせらぎの間 - 石化の樹林 - クリスマスツリー - 樹氷 - リムストーン - 観音像 | - 滝根御殿 - 天井高約30mの大空洞。 - ビッグフローストン - 洞穴サンゴ - クリスタルカーテン - 洞穴シールド - ボックスワーク - 竜宮殿 - 滝根御殿に次ぐ大空洞。 - きのこ岩 - 月の世界 - 洞内の主な鍾乳石が一覧できる場所。 |  |

### 施設・交通
施設情報
- 開洞時間： 8:30〜17:00（3月1日〜11月30日）12月〜2月は 16:30 閉洞
- 休業日： なし
- 駐車場： 乗用車700台、観光バス30台（無料）
- 料金： 大人1200円、小人（中学生）800円、小人（小学生以下）600円。団体割引、身体障害者その他の割引あり。

交通情報
- 鉄道： JR磐越東線神俣駅よりタクシー。なお、バスは廃止された。
- 自家用車： 磐越自動車道もしくはあぶくま高原道路経由、小野ICより約15分

## 入水鍾乳洞
入水鍾乳洞（いりみずしょうにゅうどう）は、あぶくま洞の北方約4km（北緯37度21分19.7秒 東経140度39分53.1秒 / 北緯37.355472度 東経140.664750度）に位置する鍾乳洞。1927年8月25日に発見された。旧名は「滝根不動洞」。1934年12月に国天然記念物に指定されており、あぶくま洞とは別事務所の管轄である。略称は入水（いりみず）。
大滝根山の南から湧き出した同一水源からの水流で形成された洞穴群「あぶくまケイブシステム」のうち、大滝根山南西斜面のキッサ沢の水が「猫じゃくし」と呼ばれる穴から地下に流入して形成された洞穴である。入口から「猫じゃくし」までの距離は約900mである。
見学コースはA、B、Cの3種類あるが、洞内は1本道でありどこまで行くかで区別される。Aコースの終点は入口から約150m地点、Bコースの終点は入口から約600m地点、Cコースの終点は入口から約900m地点である。水への備え無しで見学できるのはAコースのみである。ただしAコースでも時期によって水深に大きな差があり、膝上まで水につかることもある。また大雨の後は入洞できなくなる。
入水鍾乳洞の流水の水温は2001年の調査時にあぶくま洞よりも1.8℃ほど低く、見学コースでも一部で水深が数十cmあるために、Bコース・Cコースはそれなりの装備が必要となる。Cコースは原則予約制であり、案内人付きでなければ立ち入れない。

## あぶくま洞関連施設
あぶくま洞や入水鍾乳洞とともに、ふれあい館（星の村ふれあい館）や天文台（星の村天文台）があぶくま洞関連施設として一体的に整備されている。